# Florideophyceae
Florideophyceae je klasa isključivo višećelijskih crvenih algi. Nekada se smatralo da su jedine alge koje imaju jamske veze, ali su one od tada pronađene u filamentoznoj fazi Bangiaceae. Takođe se smatralo da ispoljavaju samo apikalni rast, ali postoje rodovi za koje se zna da rastu interkalarnim rastom. Većina, ali ne svi, rodovi imaju tri faze životnog ciklusa.

## Klasifikacija
Postoje različite sheme klasifikacije; pogledajte crvene alge. Jedna opcija je da se koristi sledeće:

### PodklasaHildenbrandiophycidae
- Hildenbrandiales

### PodklasaNemaliophycidae
- Acrochaetiales
- Balbianiales
- Balliales
- Batrachospermales
- Colaconematales
- Nemaliales
- Palmariales
- Entwisleiales
- Thoreales

### PodklasaCorallinophycidae
- Corallinales
- Corallinapetrales
- Rhodogorgonales
- Sporolithales

Potklasa Corallinophycidae je uvedena 2007. godine

### PodklasaAhnfeltiophycidae
- Ahnfeltiales
- Pihiellales

### PodklasaRhodymeniophycidae
- Bonnemaisoniales
- Ceramiales
- Gelidiales
- Gigartinales
- Gracilariales
- Halymeniales
- Nemastomatales
- Peyssonneliales
- Plocamiales
- Rhodymeniales
- Acrosymphytales
- Atractophorales
- Catenellopsidales
- Sebdeniales

Prema analizi molekularnog sata, Florideophyceae su se odvojile od drugih crvenih algi pre oko 943 (817–1,049) miliona godina. One su se podelile na Hildenbrandiophycidae ca. 781 (681–879) mya, Nemaliophycidae ca. 661 (597–736) mya i Corallinophycidae ca. 579 (543–617) mya, i oko. 508 (442–580) mya došlo je do rascepa između Ahnfeltiophycidae i Rhodymeniophycidae occurred.

## Spoljašnje veze
- Tree of Life: Florideophyceae